# Euphorbia acerensis
Euphorbia acerensis är en törelväxtart som beskrevs av Pierre Edmond Boissier. Euphorbia acerensis ingår i släktet törlar, och familjen törelväxter. Inga underarter finns listade i Catalogue of Life.